# Estación Sargento Cabral
Sargento Cabral es una estación ferroviaria ubicada en el Partido de San Miguel, Provincia de Buenos Aires, Argentina.

## Servicios
La estación corresponde al Ferrocarril General Urquiza de la red ferroviaria argentina, en el ramal que conecta las terminales Federico Lacroze y General Lemos. La estación no posee baños públicos.

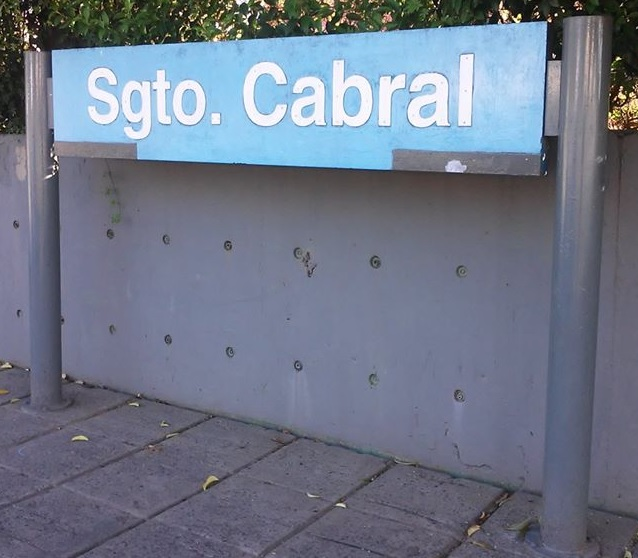
Cartel nomenclador de la estación Sargento Cabral

## Ubicación
La estación se encuentra en la zona de la guarnición militar de Campo de Mayo sobre la Ruta Provincial 8, en la localidad de San Miguel.